# Durchbruchswagen
Les Durchbruchswagen sont des prototypes de char lourd développés entre 1936 et 1938 par la firme Henschel, à la demande du Wa Prüf 6, le bureau chargé du développement des chars au sein de l’administration du Troisième Reich. Deux châssis, généralement dénommés D.W.1 et D.W.2, ainsi qu’une tourelle ont été produits, mais n’ont pas débouchés sur une mise en production. L’expérience acquise a toutefois été réinvestie dans les programmes ultérieurs, à savoir les VK 30.01 et VK 36.01, ce qui fait des Durchbruchswagen les plus lointains ancêtres du Panzerkampfwagen VI Tiger.

## Dénomination
À l’origine, en janvier 1937, le premier véhicule est appelé « B.W. (verstaerckt) ». Les initiales B.W. signifient Begleitwagen, « véhicule d’escorte », et sont reprises du nom de code du Panzerkampfwagen IV. Le nouveau véhicule s’inscrit ainsi dans le prolongement de celui-ci, dont il est vu comme une version renforcée. Ce nom est toutefois changé en mars et devient I.W. pour Infanteriewagen, « char d’infanterie ». Cette dénomination est toutefois abandonnée dès le mois d’avril au profit de D.W. pour Durchbruchswagen, « véhicule de rupture ». En novembre 1939, les prototypes sont renommés rétroactivement VK 30.01 alte Konstruction, « VK 30.01 ancien modèle », pour marquer leur relation avec le VK 30.01 neue Konstruktion, « VK 30.01 nouveau modèle », qui est alors en développement.

## Développement
Au milieu des années 1930, l’état-major allemand est préoccupé par le chars lourd français FCM 2C et cherche un moyen de les contrer. C’est ainsi qu’apparaît le 30 octobre 1935 dans un rapport du Heereswaffenamt la perspective de développer un char de trente tonnes armé d’un canon de 75 mm à haute vélocité. Le projet est toutefois freiné à la fois par l’opposition de l’Oberbefehlshaber des Heeres et des difficultés liées à la motorisation. En effet, alors qu’il faudrait un moteur d’au moins d’au moins 600 ch pour un véhicule de cette masse, Maybach n’a pas encore réussi à cette époque à développer un moteur de douze cylindres faisant la moitié de cette puissance. Soulignant ces difficultés, le constructeur propose d’utiliser un moteur de seize cylindres, mais cette solution est repoussée, car cela supposerait d’allonger le châssis et c’est un moteur de douze cylindres et 600 ch qui est retenu en décembre 1935.
En novembre 1936, le Wa Prüf 6, bureau chargé du développement des chars, demande à Krupp de concevoir pour un char de trente tonnes une tourelle armée d’un canon de 75 mm, puis, en janvier 1937, transmet à Henschel les spécifications pour la conception d’un châssis. À ce stade la fonction tactique exacte de ce nouveau véhicule n’est pas clairement définie, comme le montre l’évolution rapide de la dénomination : après l’avoir désigné comme char d’escorte, puis de char d’infanterie, le Wa Prüf 6 décide finalement de la qualifier en avril de char de rupture.
Dans l’intervalle, Krupp a produit les plans pour la tourelle, qui sont remis au Wa Prüf 6 le 22 février 1937. Celui-ci décide en mars d’en faire la base des futurs développements, en donnant toutefois à Krupp des spécifications plus précises. Il est décidé en particulier d’utiliser tel quel le canon 7,5 cm Kw.K. L/24 du Panzer IV et d’accélérer la conception en produisant directement le prototype depuis le plan sans faire la maquette en bois habituelle entre les deux phases. En ce qui concerne le châssis, il est décidé vers le milieu de l’année 1937 de construire deux modèles, nommés D.W.1 et D.W.2, avec des systèmes de direction différents. Produits entre 1937 et 1938, les deux prototypes de châssis sont testés en septembre 1938 sans la tourelle : la fabrication de celle-ci, nommée D.W.-Versuchsturm, « tourelle expérimentale pour char de rupture », n’a été commandée que le 24 juin 1938 et n’est pas prête avec la fin du mois de mai 1939.

## Caractéristiques

### D.W.1
Le D.W.1 a une disposition générale similaire à celle du Panzer IV. La caisse est toutefois composée d’une partie avant et d’une partie arrière boulonnées ensembles, la longueur des côtés dépassant la longueur maximale des plaques d’acier que peuvent alors fournir les aciéries allemandes. L’épaisseur des parois est conforme à celle prévue pour le véhicule final, 50 mm sur le pourtour et 20 mm pour le plancher et le toit, mais elles sont fabriquées simplement en acier doux et non en acier pour blindage. La caisse a la particularité de disposer de jupes latérales escamotables, dont les essais se révèlent toutefois décevants, celles-ci n’assurant pas la protection espérée.
La propulsion est assurée par un moteur Maybach HL 120 TR 12 cylindres de 280 ch, refroidi par air. L’énergie produite est transmise aux barbotins par l’intermédiaire d’une boîte de vitesses Maybach Variorex Schaltgetriebe semi-automatique à huit vitesses permettant au conducteur de simplement présélectionner la vitesse, sans avoir à la passer lui-même,. La direction est un différentiel Cletrac, une variante de train épicycloïdal alors courant sur les véhicules chenillés, mais qui pose des problèmes à plusieurs reprises sur le D.W.1.
Le train de roulement est composé de chaque côté de cinq galets de roulement doubles en acier avec une bande de roulement en caoutchouc supportés par une suspension à barres de torsion ; seules les galets extérieurs avant et arrière disposent toutefois d’absorbeurs de chocs. Trois petits galets de retour supportent les chenilles à guide central lors de leur retour vers l’avant,.
Sur route, le D.W.1 atteint une vitesse maximale de 35 km/h.

### D.W.2
Le D.W.2 est très similaire à son prédécesseur, dont il se distingue principalement par l’assemblage de la caisse, qui est cette fois d’une seule pièce, par la transmission finale et la direction. D’autres modifications de moindre importance ont lieu sur le train de roulement,.

### D.W.-Versuchturm
Bien qu’une tourelle ait été conçue, celle-ci n’a jamais été installée sur l’un ou l’autre châssis. Dans les spécifications fixées par le Wa Prüf 6 en mars 1937, il est déterminé que l’anneau de tourelle doit avoir un diamètre intérieur de 1 500 mm et le blindage faire 50 mm d’épaisseur sur les côtés, ainsi que 15 mm pour le toit. Alors que la nécessité de disposer d’un canon à haute vélocité avait été évoquée en 1935, l’armement prévu est le 7,5 cm Kw.K. L/24 du Panzer IV, un canon court à faible vélocité, le Wa Prüf 6 précisant qu’aucune modification de celui-ci n’est autorisé.

### Données techniques
| Modèle                     | D.W.1                           | D.W.2                           |
| -------------------------- | ------------------------------- | ------------------------------- |
| Équipage                   |                                 |                                 |
| Longueur hors-tout         |                                 |                                 |
| Largeur hors tout          |                                 |                                 |
| Hauteur                    |                                 |                                 |
| Garde au sol               |                                 |                                 |
| Masse                      | 30 t                            | 30 t                            |
| Pression au sol            |                                 |                                 |
| Motorisation               | Maybach HL 120 TR 12 cylindres  | Maybach HL 120 TR 12 cylindres  |
| Refroidissement            | air                             | air                             |
| Puissance brute            | 300 hp à 3000 tours par minute  | 300 hp à 3000 tours par minute  |
| Puissance nette            | env. 280 ch                     | env. 280 ch                     |
| Puissance massique brute   | 10 hp/t                         | 10 hp/t                         |
| Puissance massique nette   | env. 9,33 ch/t                  | env. 9,33 ch/t                  |
| Transmission               | Maybach Variorex Schaltgetriebe | Maybach Variorex Schaltgetriebe |
| Suspension                 | Barres de torsion               | Barres de torsion               |
| Direction                  | Cletrac                         | triple différentiel             |
| Vitesse maximale sur route | 35 km/h                         | 35 km/h                         |
| Type blindage              | Acier doux                      | Acier doux                      |
| Blindage caisse avant      | 50 mm                           | 50 mm                           |
| Blindage caisse côtés      | 50 mm                           | 50 mm                           |
| Blindage caisse arrière    | 50 mm                           | 50 mm                           |
| Blindage plancher          | 20 mm                           | 20 mm                           |
| Blindage toit              | 20 mm                           | 20 mm                           |